# Serhiy Rybalka
Serhiy Oleksandrovych Rybalka (Yamne, RSS de Ucrania, 1 de abril de 1990) es un futbolista ucraniano. Juega de centrocampista y su equipo es el F. C. Lisne.

## Selección nacional
Ha jugado 9 partidos en los que no ha anotado goles con la selección absoluta de Ucrania. Formó parte del equipo que participó en la Eurocopa 2016.

### Participaciones en Eurocopas
| Copa          | Sede    | Resultado    | Partidos | Goles |
| ------------- | ------- | ------------ | -------- | ----- |
| Eurocopa 2016 | Francia | Primera fase | 0        | 0     |

## Clubes
| Club                            | País            | Año       |
| ------------------------------- | --------------- | --------- |
| F. C. Arsenal Járkov            | Ucrania         | 2007-2008 |
| F. C. Dynamo-2 Kiev             | Ucrania         | 2008-2010 |
| F. C. Dinamo de Kiev            | Ucrania         | 2010-2018 |
| F. C. Slovan Liberec (préstamo) | República Checa | 2013-2014 |
| Sivasspor (préstamo)            | Turquía         | 2017-2018 |
| Sivasspor                       | Turquía         | 2018-2021 |
| F. C. Oleksandria               | Ucrania         | 2021-2023 |
| F. C. LNZ Cherkasy              | Ucrania         | 2023-2024 |
| F. C. Lisne                     | Ucrania         | 2024-     |

## Palmarés

### Títulos nacionales
| Título                  | Club                 | País    | Año     |
| ----------------------- | -------------------- | ------- | ------- |
| Liga Premier de Ucrania | F. C. Dinamo de Kiev | Ucrania | 2014-15 |
| Copa de Ucrania         | F. C. Dinamo de Kiev | Ucrania | 2014-15 |
| Liga Premier de Ucrania | F. C. Dinamo de Kiev | Ucrania | 2015-16 |
| Supercopa de Ucrania    | F. C. Dinamo de Kiev | Ucrania | 2016    |

### Títulos internacionales
| Título                               | Club (*)       | País    | Año  |
| ------------------------------------ | -------------- | ------- | ---- |
| Campeonato Europeo de la UEFA sub-19 | Ucrania sub-19 | Ucrania | 2009 |

(*) Incluye la selección.